# Чемпіонат Хмельницької області з футболу 2015
Чемпіонат Хмельницької області з футболу 2015 — чемпіонат Хмельницької області з футболу, який тривав з травня по листопад 2015 року.

## Новини
30 березня. Продовжується набір команд у Прем'єр-лігу з футболу. Початок 25 квітня 2015 року
Заявочний внесок: 2000 грн.
Оплата арбітражу: 900 грн / гра. На сьогодні планується участь 10 команд.
Варіанти проведення змагань:
1. Одна група. Команди грають груповий етап у два кола
2. Дві групи (поділ за територіальним принципом Північ/Південь). Груповий етап в два кола, по завершенню ігри на виліт за кубковою системою.
3 квітня. Участь у Першій лізі «Колос» підтвердило 16 команд. Ще 5-6 команд є потенційними учасниками даного турніру. Плановий початок змагань 25 квітня.
7 квітня. Участь у Прем'єр-лізі підтвердило: Нетішин, Славута, Білогіря, Старокостянтинів, Волочиськ, Хмельницький — 2 команди, Дунаївці.
Думають: Красилів, Стара Синява, Ізяслав, Хмельницький-3, Кам-Подільський.
25 квітня. Може бути зміни, до заявки команд. Початок Прем'єр-ліги заплановано 2 травня.
Прем'єр-ліга 1 тур. 2 травня 2015 року
Збруч (Волочиськ) — Перлина-Поділля (Білогір'я)
Случ (Старокостянтинів) — Полонія (Хмельницький)
НФК Поділля (Хмельницький) — Енергетик (Нетішин)
МФК Славута — ФК Дунаївці
5 травня. Команда ФК Дунаївці домашні матчі Першого кола проводить в с.Маків Дунаєвецького району.
18 липня Розпочнеться Кубок області з футболу. До участі допускаються також команди, які не беруть участь у Прем'єр та Першій лізі чемпіонату області з футболу.

## Прем’єр-ліга

### Команди-учасниці
У Чемпіонат Хмельницької області з футболу 2015 взяли участь 8 команд:
| Команда             | Місто               | Місце в попер. ч-ті |
| ------------------- | ------------------- | ------------------- |
| «Енергетик»         | м. Нетішин          | 6                   |
| «Збруч»             | м. Волочиськ        | 1                   |
| МФК «Славута»       | м. Славута          | 8                   |
| «Перлина-Поділля»   | смт. Білогір'я      | 3 фг ПЛ             |
| НФК «Поділля»       | м. Хмельницький     | 3                   |
| СК «Поділля»-ДЮСШ-1 | м. Хмельницький     | 9                   |
| ФК «Дунаївці»       | м. Дунаївці         | 4                   |
| ФК «Случ»           | м. Старокостянтинів | 2                   |

### Підсумкова таблиця
| М | Команда             | І  | В  | Н | П | РМ    | О  |
| - | ------------------- | -- | -- | - | - | ----- | -- |
|   | «Збруч»             | 14 | 14 | 0 | 0 | 39−11 | 42 |
|   | ФК «Случ»           | 14 | 10 | 2 | 2 | 38−15 | 32 |
|   | СК «Поділля»-ДЮСШ-1 | 14 | 6  | 2 | 6 | 24−27 | 20 |
| 4 | ФК «Дунаївці»       | 14 | 5  | 3 | 6 | 14−15 | 18 |
| 5 | НФК «Поділля»       | 14 | 3  | 6 | 5 | 14−17 | 15 |
| 6 | «Енергетик»         | 14 | 3  | 3 | 8 | 16−25 | 12 |
| 7 | «Перлина-Поділля»   | 14 | 2  | 3 | 9 | 15−35 | 9  |
| 8 | МФК «Славута»       | 14 | 2  | 3 | 9 | 11−25 | 9  |

Матч МФК «Славута» 0:1 «Перлина-Поділля». Згідно рішення КДК, «Перлина-Поділля» зараховано технічну поразку 0:3 в матчі з МФК Славута.
«Полонія» змінила назву на СК «Поділля»-ДЮСШ-1

### Результати матчів
| Команда             | ЕНЕ | ЗБР | МСЛ | ПЕП | ПОД | ПОЛ | ФДУ | ФСЛ |
| ------------------- | --- | --- | --- | --- | --- | --- | --- | --- |
| «Енергетик»         |     | 0:4 | 0:0 | 3:0 | 0:0 | 3:0 | 0:1 | 1:3 |
| «Збруч»             | 2:1 |     | 3:1 | 7:1 | 3:1 | 4:0 | 1:0 | 3:2 |
| МФК «Славута»       | 0:0 | 0:1 |     | 3:0 | 1:1 | 0:1 | 0:2 | 0:1 |
| «Перлина-Поділля»   | 1:3 | 1:2 | 2:3 |     | 3:0 | 3:0 | 0:0 | 1:4 |
| НФК «Поділля»       | 2:0 | 1:2 | 5:0 | 1:1 |     | 0:1 | 1:0 | 0:4 |
| СК «Поділля»-ДЮСШ-1 | 4:3 | 1:3 | 4:2 | 5:0 | 0:0 |     | 5:0 | 2:2 |
| ФК «Дунаївці»       | 3:0 | 1:2 | 1:0 | 0:0 | 1:1 | 5:1 |     | 0:3 |
| ФК «Случ»           | 5:2 | 1:2 | 4:1 | 4:2 | 1:1 | 3:0 | 1:0 |     |

### Бомбардири
| № | Футболіст         | Команда             | Голи (Ігор) |
| - | ----------------- | ------------------- | ----------- |
| 1 | Андрій Скакун     | «Збруч»             | 9 (11)      |
| 2 | Музичук Олександр | СК «Поділля»-ДЮСШ-1 | 7 (9)       |
| 3 | Ребекевша Максим  | ФК «Случ»           | 7 (11)      |
| 4 | Черкезов Фархат   | ФК «Случ»           | 7 (14)      |
| 5 | Андрій Донець     | «Збруч»             | 6 (7)       |
| 6 | Арсен Слотюк      | ФК «Случ»           | 6 (14)      |
| 7 | Косяк Іван        | «Збруч»             | 6 (14)      |

## ФСТ «Колос», Перша ліга

### Груповий етап

#### Південна зона

##### Команди-учасниці
У Чемпіонат Хмельницької області з футболу 2015 Першої ліги (Південна зона) взяли участь 7 команд:
| Команда             | Місто           | Місце в попер. ч-ті |
| ------------------- | --------------- | ------------------- |
| «Агробізнес»        | смт. Нова Ушиця | 3 пг                |
| «Евеліна»           | смт. Ярмолинці  | 3 пг                |
| «Епіцентр-Вікторія» | м. Городок      | 2                   |
| «Кіровець»          | с. Жищинці      | 5 пг                |
| «Крила Рад»         | смт. Дунаївці   | 4 пг                |
| «Оболонь»           | смт. Чемерівці  | 3                   |
| «Товтри-Колос»      | с. Нігин        | −                   |

опис:
ВЛ — Вища ліга
фг — Фінальна група
пг — Попередня група

##### Підсумкова таблиця Південної Зони
| М | Команда             | І  | В | Н | П | РМ    | О  |
| - | ------------------- | -- | - | - | - | ----- | -- |
| 1 | «Оболонь»           | 12 | 8 | 1 | 3 | 24−11 | 25 |
| 2 | «Епіцентр-Вікторія» | 12 | 7 | 2 | 3 | 30−22 | 23 |
| 3 | «Агробізнес»        | 12 | 6 | 1 | 5 | 19−17 | 19 |
| 4 | «Крила Рад»         | 12 | 4 | 4 | 4 | 19−17 | 16 |
| 5 | «Евеліна»           | 12 | 3 | 4 | 5 | 15−18 | 13 |
| 6 | «Товтри-Колос»      | 12 | 3 | 2 | 7 | 18−30 | 11 |
| 7 | «Кіровець»          | 12 | 3 | 2 | 7 | 15−25 | 11 |

##### Результати матчів
| Команда             | АГР | ЕВЕ | ЕПВ | КІР | КРР | ОБО | ТОВ |
| ------------------- | --- | --- | --- | --- | --- | --- | --- |
| «Агробізнес»        |     | 2:3 | 1:2 | 1:0 | 1:1 | 0:1 | 3:0 |
| «Евеліна»           | 0:2 |     | 3:3 | 2:0 | 1:1 | 2:3 | 1:1 |
| «Епіцентр-Вікторія» | 1:3 | 2:2 |     | 2:1 | 5:2 | 1:3 | 3:1 |
| «Кіровець»          | 3:0 | 1:0 | 2:5 |     | 2:2 | 2:2 | 2:1 |
| «Крила Рад»         | 4:1 | 0:1 | 1:2 | 3:0 |     | 2:0 | 2:1 |
| «Оболонь»           | 1:2 | 2:1 | 0:2 | 2:0 | 2:0 |     | 6:0 |
| «Товтри-Колос»      | 1:3 | 3:1 | 3:2 | 5:2 | 1:1 | 1:4 |     |

#### Центральна зона

##### Команди-учасниці
У Чемпіонат Хмельницької області з футболу 2015 Першої ліги (Центральної зони) взяли участь 7 команд:
| Команда      | Місто          | Місце в попер. ч-ті |
| ------------ | -------------- | ------------------- |
| «Астра»      | с. Масівці     | −                   |
| «Заслав'я»   | смт. Віньківці | 7 пг                |
| «Нива»       | м. Летичів     | 5 пг                |
| «Олімп»      | м. Деражня     | 3 фг                |
| «Ружична»    | с. Ружична     | 4 пг                |
| «Сокіл»      | с. Соколівка   | 7 пг                |
| ФК «Загінці» | с. Загінці     | 6 пг                |

опис:
ВЛ — Вища ліга
фг — Фінальна група
пг — Попередня група

##### Підсумкова таблиця Центральної Зони
| М | Команда      | І  | В | Н | П  | РМ    | О  |
| - | ------------ | -- | - | - | -- | ----- | -- |
| 1 | «Астра»      | 12 | 8 | 1 | 3  | 22−14 | 25 |
| 2 | «Нива»       | 12 | 6 | 5 | 1  | 28−14 | 23 |
| 3 | «Сокіл»      | 12 | 7 | 1 | 4  | 24−11 | 22 |
| 4 | «Ружична»    | 12 | 4 | 3 | 5  | 27−19 | 15 |
| 5 | «Олімп»      | 12 | 4 | 3 | 5  | 19−23 | 15 |
| 6 | ФК «Загінці» | 12 | 4 | 3 | 5  | 12−26 | 15 |
| 7 | «Заслав'я»   | 12 | 0 | 2 | 10 | 12−37 | 2  |

##### Результати матчів
| Команда т. ч. | АСТ | ЗАС | НИВ | ОЛІ | РУЖ | СОК | ФКЗ |
| ------------- | --- | --- | --- | --- | --- | --- | --- |
| «Астра»       |     | 2:0 | 1:3 | 4:1 | 2:1 | 1:0 | 3:0 |
| «Заслав'я»    | 1:3 |     | 2:2 | 1:1 | 0:5 | 0:3 | 1:2 |
| «Нива»        | 3:2 | 5:1 |     | 1:1 | 2:2 | 1:0 | 0:0 |
| «Олімп»       | 0:1 | 5:2 | 2:2 |     | 1:4 | 2:1 | 3:0 |
| «Ружична»     | 1:2 | 3:0 | 1:4 | 1:2 |     | 1:1 | 5:0 |
| «Сокіл»       | 3:0 | 2:1 | 2:1 | 5:1 | 3:1 |     | 4:0 |
| ФК «Загінці»  | 1:1 | 4:3 | 0:4 | 1:0 | 2:2 | 2:0 |     |

#### Північна зона

##### Команди-учасниці
У Чемпіонат Хмельницької області з футболу 2015 Першої ліги (Північної зона) взяли участь 6 команд:
| Команда             | Місто               | Місце в попер. ч-ті |
| ------------------- | ------------------- | ------------------- |
| ДЮСШ                | м. Старокостянтинів | −                   |
| «Перлина-Поділля-2» | смт. Білогір'я      | −                   |
| «Рятувальник»       | м. Хмельницький     | −                   |
| ФК «Горинь»         | м. Ізяслав          | 7 ВЛ                |
| ФК «Полонне»        | м. Полонне          | 10 ВЛ               |
| «Цукровик-Колос»    | м. Старокостянтинів | 3 пг                |

опис:
ВЛ — Вища ліга
фг — Фінальна група
пг — Попередня група

##### Підсумкова таблиця Північної Зони
| М | Команда             | І  | В | Н | П | РМ    | О  |
| - | ------------------- | -- | - | - | - | ----- | -- |
| 1 | ФК «Горинь»         | 10 | 8 | 1 | 1 | 27−9  | 25 |
| 2 | ФК «Полонне»        | 10 | 5 | 3 | 2 | 19−9  | 18 |
| 3 | «Цукровик-Колос»    | 10 | 4 | 4 | 2 | 20−11 | 16 |
| 4 | ДЮСШ                | 10 | 3 | 4 | 3 | 12−18 | 13 |
| 5 | «Рятувальник»       | 10 | 2 | 1 | 7 | 6−23  | 7  |
| 6 | «Перлина-Поділля-2» | 10 | 1 | 1 | 8 | 11−25 | 4  |

Після 7 туру команда «Рятувальник» (м. Хмельницький) знялась зі змагань, всі наступні ігри буде зараховано, технічну поразку.

##### Результати матчів
| Команда             | ДЮС | ПЕП | РЯТ | ФКГ | ФКП | ЦУК |
| ------------------- | --- | --- | --- | --- | --- | --- |
| ДЮСШ                |     | 2:1 | 3:0 | 2:2 | 0:5 | 0:2 |
| «Перлина-Поділля-2» | 1:2 |     | 3:0 | 0:2 | 0:2 | 0:4 |
| «Рятувальник»       | 1:1 | 1:0 |     | 0:3 | 1:2 | 0:3 |
| ФК «Горинь»         | 4:0 | 3:1 | 4:0 |     | 1:0 | 4:0 |
| ФК «Полонне»        | 1:1 | 4:1 | 3:1 | 1:2 |     | 0:0 |
| «Цукровик-Колос»    | 1:1 | 3:3 | 1:2 | 5:1 | 1:1 |     |

### Фінальний етап

#### Група «А»

##### Фінальна таблиця Підгрупа «А»
| М | Команда             | І | В | Н | П | РМ  | О |
| - | ------------------- | - | - | - | - | --- | - |
| 1 | «Астра»             | 2 | 1 | 1 | 0 | 7−1 | 4 |
| 2 | «Епіцентр-Вікторія» | 2 | 0 | 2 | 0 | 1−1 | 2 |
| 3 | ФК «Горинь»         | 2 | 0 | 1 | 1 | 0−6 | 1 |

Результати матчів підгрупи «А»
ФК «Горинь» (м.Ізяслав) — «Епіцентр-Вікторія»(м.Городок) 0:0
«Астра» (с.Масівці) — ФК «Горинь» (м.Ізяслав) 6:0
«Епіцентр-Вікторія»(м.Городок) — «Астра» (с.Масівці) 1:1

##### Фінальна таблиця Підгрупа «Б»
| М | Команда      | І | В | Н | П | РМ  | О |
| - | ------------ | - | - | - | - | --- | - |
| 1 | ФК «Полонне» | 2 | 1 | 1 | 0 | 3−1 | 4 |
| 2 | «Нива»       | 2 | 0 | 2 | 0 | 1−1 | 2 |
| 3 | «Оболонь»    | 2 | 0 | 1 | 1 | 2−3 | 1 |

Результати матчів підгрупи «Б»
«Нива»( м. Летичів) — ФК «Полонне»(м. Полонне) 0:0
«Оболонь»(смт. Чемерівці) — «Нива»( м. Летичів) 1:1
ФК «Полонне»(м. Полонне) — «Оболонь»(смт. Чемерівці) 3:1

##### 1/2 фіналу
11 жовтня
м. Хмельницький стадіон "ДЮСШ-1"
13:00 ФК «Полонне»(м. Полонне) — «Епіцентр-Вікторія» (м. Городок) 1:2
16:00 «Астра» (с.Масівці) — «Нива»( м. Летичів) 3:1

##### матч за 3-є місце
18 жовтня
м. Хмельницький стадіон "ДЮСШ-1"
ФК «Полонне»(м. Полонне) — «Нива»( м. Летичів) 0:0 (по пен. 4:5)

##### Фінал
18 жовтня
м. Хмельницький стадіон "ДЮСШ-1"
«Епіцентр-Вікторія» (м. Городок) — «Астра» (с.Масівці) 3:2

## Кубок Хмельницької області

### Попередній етап
18 липня
«Нива» (м. Летичів) — «Мотор-Січ» (м. Волочиськ) 1:1 (по пен. 3:4)

### 1/4 фіналу
25 липня/1 серпня
«Збруч» (м. Волочиськ) — «Крила Рад» (смт. Дунаївці) +:-
«Поділля» (м. Хмельницький) — «Перлина-Поділля» (смт. Білогір'я) 1:0 1:0
ФК «Случ» (м. Старокостянтинів) — «Мотор-Січ» (м. Волочиськ) 6:1 7:3
ФК «Дунаївці» (м. Дунаївці) — МФК «Славута» (м. Славута) 3:2 0:0

### 1/2 фіналу
8 серпня\15 серпня
«Збруч» (м. Волочиськ) — «Поділля» (м. Хмельницький) 3:2 2:0
ФК «Случ» (м. Старокостянтинів) — ФК «Дунаївці» (м. Дунаївці) 1:0 1:0

### Фінал
24 серпня
м. Хмельницький стадіон "СК Поділля"
«Збруч» (м. Волочиськ) — ФК «Случ» (м. Старокостянтинів) 1:1 (по пен. 3:2)

## Міські чемпіонати

### Чемпіонат Хмельницького з футболу-2015

#### Фінальна таблиця Вища ліга
| М  | Команда                   | І  | В  | Н | П  | РМ    | О  |
| -- | ------------------------- | -- | -- | - | -- | ----- | -- |
|    | «Університет-Молокія»     | 22 | 14 | 5 | 3  | 44−19 | 47 |
|    | «Ветеран»                 | 22 | 14 | 4 | 4  | 57−32 | 46 |
|    | «Епіцентр-К»              | 22 | 13 | 2 | 7  | 46−30 | 41 |
| 4  | «Кардіфф»                 | 22 | 13 | 2 | 7  | 51−40 | 41 |
| 5  | «Лєвша (Фенікс+)»         | 22 | 11 | 6 | 5  | 48−29 | 39 |
| 6  | «Феміда-НК»               | 22 | 10 | 2 | 10 | 33−35 | 32 |
| 7  | «Тетра»                   | 22 | 9  | 4 | 9  | 35−29 | 31 |
| 8  | «Ротор»                   | 22 | 7  | 4 | 11 | 40−37 | 25 |
| 9  | «Лада»                    | 22 | 8  | 1 | 13 | 35−43 | 25 |
| 10 | «Фенікс+»                 | 22 | 5  | 4 | 13 | 18−53 | 19 |
| 11 | «INBEV-Чернігівське»      | 22 | 6  | 6 | 10 | 28−50 | 24 |
| 12 | ФК «Спортлідер-3-Поділля» | 20 | 0  | 1 | 19 | 2−59  | 1  |

#### Фінальна таблиця Перша ліга
| М  | Команда           | І  | В  | Н | П  | РМ    | О  |
| -- | ----------------- | -- | -- | - | -- | ----- | -- |
|    | «ХМ УМВС»         | 22 | 15 | 7 | 0  | 85−24 | 52 |
|    | «Ковчег»          | 22 | 15 | 2 | 5  | 52−20 | 47 |
|    | «ДЮСШ-Україна»    | 22 | 14 | 4 | 4  | 70−18 | 46 |
| 4  | «Карат»           | 22 | 12 | 3 | 7  | 51−38 | 39 |
| 5  | «Ракета»          | 22 | 11 | 5 | 6  | 37−36 | 38 |
| 6  | «Атлетик-Ферозіт» | 22 | 10 | 5 | 7  | 56−46 | 35 |
| 7  | «Родові помістя»  | 22 | 11 | 2 | 9  | 48−34 | 35 |
| 8  | «Буревісник»      | 22 | 7  | 4 | 11 | 32−51 | 25 |
| 9  | «ДЮСШ №1»         | 22 | 4  | 3 | 15 | 40−87 | 15 |
| 10 | «Спорттовари»     | 22 | 4  | 1 | 17 | 39−87 | 13 |
| 11 | «Червона Зірка»   | 22 | 4  | 1 | 17 | 25−89 | 13 |
| 12 | «Фаворит»         | 22 | 3  | 3 | 16 | 33−39 | 12 |

### Чемпіонат Кам'янця-Подільського з футболу-2015 пам'яті Михайла Лук'яненка
| М | Команда         | І | В | Н | П | РМ   | О  |
| - | --------------- | - | - | - | - | ---- | -- |
|   | «Фортеця-К-ПНУ» | 4 | 4 | 0 | 0 | 15−1 | 12 |
|   | «ПДАТУ»         | 4 | 2 | 1 | 1 | 10−5 | 7  |
|   | «Буревісник»    | 4 | 2 | 0 | 2 | 7−6  | 6  |
| 4 | «ЗМІ-FNB»       | 4 | 1 | 1 | 2 | 3−8  | 4  |
| 5 | «ЦЕНТР ПТО»     | 4 | 0 | 0 | 4 | 2−17 | 0  |